# ACSF3
ACSF3 (do inglês: Acyl-CoA synthetase family member 3) é uma enzima que nos humanos é codificada pelo gene com o mesmo nome.

## Função
Este gene codifica um membro da família enzimática da Acetil-CoA sintetase que activam os ácidos gordos através da catalização da formação de uma ligação tioéster entre ácidos gordos e a coenzima A. A proteína codificada está localizada na mitocôndria, tem uma especificidade elevada para o malonato e metilmalonato e possui actividade de malonil-CoA sintetase.

## Relevância clínica
Mutações neste gene podem causar acidúria malónica e metilmalónica combinada (CMAMMA).